# Imperial College London
Imperial College London este o universitate publică din Londra, Regatul Unit care este specializată in știința, inginerie, medicină și afaceri.  A făcut parte din University of London pana la data de 9 iulie 2007, când a devenit complet independentă cu ocazia comemorării centenarului său.  Imperial College a crescut prin fuziuni, inclusiv cu St Mary's Hospital Medical School (în 1988), National Heart and Lung Institute (în 1995) și Charing Cross and Westminster Medical School (în 1997). Imperial College Business School a fost înființată în anul 2003.
Campusul principal Imperial este situat în South Kensington din centrul Londrei, cu campusuri suplimentare în Chelsea, Hammersmith, Paddington, Silwood Parc și Wye College. Imperial operează, de asemenea, Lee Kong Chian School of Medicine din Singapore, în parteneriat cu Universitatea Tehnologică Nanyang. Imperial are printre cele mai valoroase terenuri și clădiri în comparație cu celelalte instituții de învățământ superior din Marea Britanie.  Imperial este organizată în patru facultăți principale în care există peste 40 de departamente, institute și centre de cercetare.  Imperial are în jur de 13.500 de studenți și 3330 de profesori și cercetători și a avut un venit total de 822 milioane de lire sterline în 2012/13, din care 329.5 milioane de lire sterline au fost obținute din granturi și contracte de cercetare. 
Imperial este clasificata în mod constant printre cele mai bune universități din lume: în 2024/25 a fost clasificata pe locul al doilea de QS World University Rankings și pe locul al nouălea de Times Higher Education World University Rankings.  Conform unui studiu al corporațiilor efectuat de The New York Times, absolvenții ei sunt printre cei mai cautați din lume.  Printre absolvenții si profesorii de la Imperial se numără 15 de laureați ai  premiului Nobel și doi câștigători ai  medaliei Fields.

## Istorie
Una din principalele instituții din care a fost ulterior alcătuit  Imperial College este College of St Gregory and St Martin at Wye, care a fost fondată de către John Kempe, Arhiepiscopul de York în 1447 ca un seminar teologic. Un colegiu agricol a fost ulterior stabilit la Wye în 1894, după inchiderea seminarului. 

Royal Albert Hall

Școlile medicale ale Charing Cross Hospital, Westminster Hospital si St Mary's Hospital au fost deschise în 1823, 1834 și respectiv 1854. 

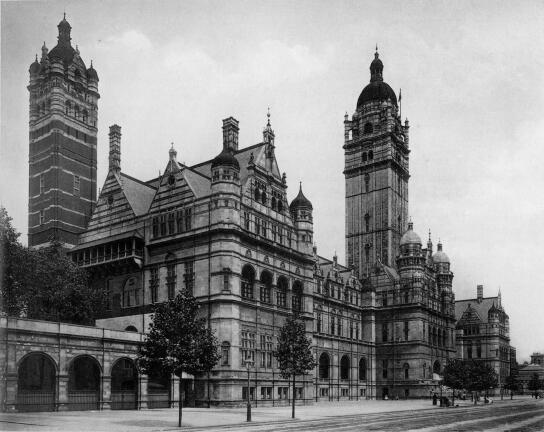
Institutul Imperial

Royal College of Chemistry a fost înființata 1845 atunci când societatea britanică a realizat că aspectele practice ale științelor experimentale nu erau suficient de bine predate și că în Regatul Unit predarea chimiei în special rămăsese în urma față de Germania. Ca urmare a unei mișcări de la începutul deceniului, mulți politicieni precum Benjamin Disraeli, William Gladstone și Robert Peel au donat fonduri pentru a înființa colegiul. Acesta mișcare a fost susținută și de Prințul Albert, care l-a convins pe August Wilhelm von Hofmann să devină primul profesor al noului colegiu.

## Organizare și administrație

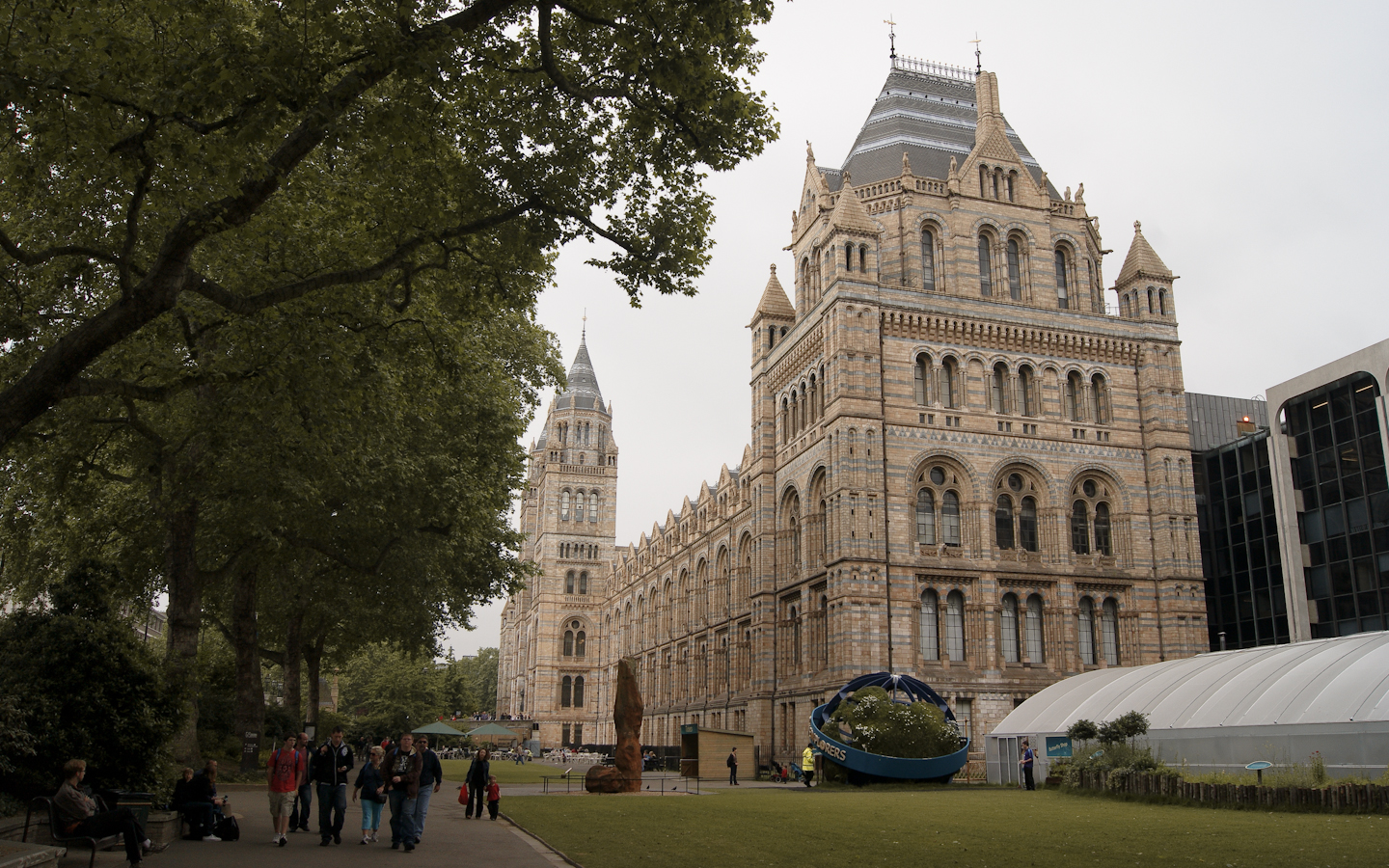
Muzeul de istorie naturală

În Imperial College, cercetarea și predarea sunt organizate în cadrul unei rețele de facultăți și departamente academice. În prezent, Imperial are următoarele trei facultăți constitutive:
- Facultatea de Inginerie
- Facultatea de Medicină
- Facultatea de Științe ale Naturii

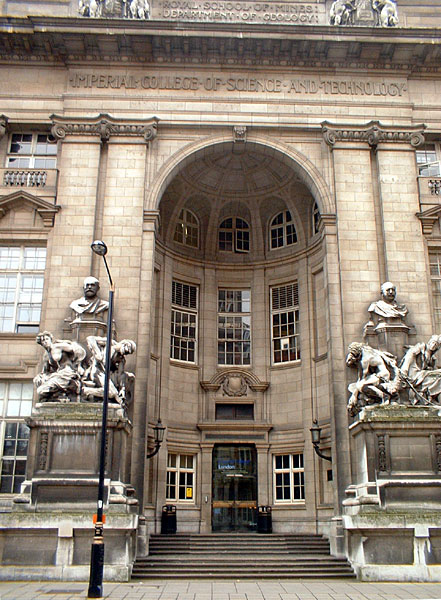
Royal School of Mines

Imperial College Business School, precum și centrul de studii co-curriculare sunt unități academice care nu aparțin structurii standard a facultății. Din septembrie 2013, Centrul de Istorie a Științei, Tehnologiei și Medicină s-a mutat la Kings College în Londra, iar unitatea de Studii de traducere s-a mutat la UCL.

## Profil academic

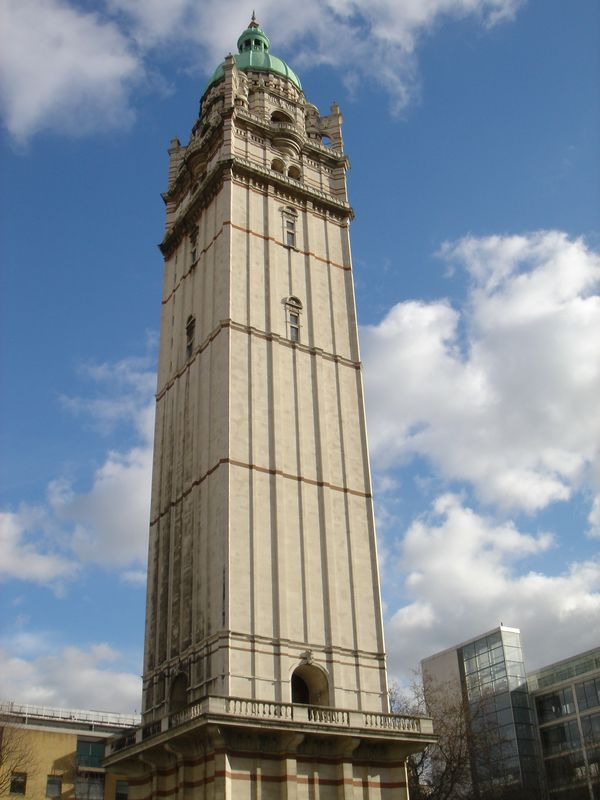
Queen's Tower

### Cercetare
Venitul total obținut de Imperial din granturi și contracte de cercetare se ridica la £299 milioane pentru 2010/11.
Imperial a primit £114 milioane din granturi de la UK Research Councils pentru anul financiar 2013/14, cea mai mare suma primită de o universitate britanică pentru acel an.

### Medicina

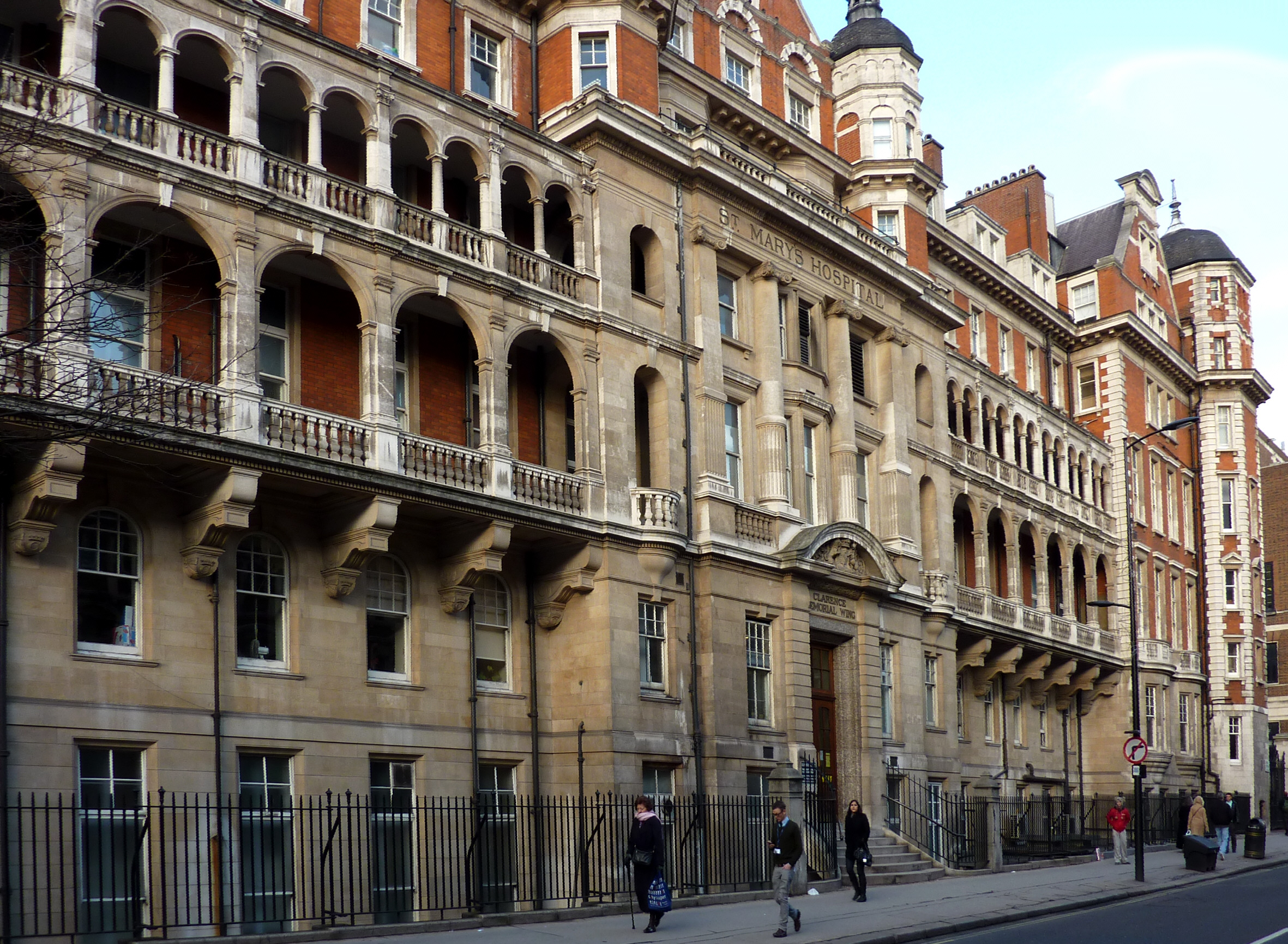
St. Mary's Hospital

Imperial College Healthcare NHS Trust a fost format la 1 octombrie 2007 prin fuziunea Hammersmith Hospitals NHS Trus ( spitalele Charing Cross Hospital, Hammersmith Hospital, Queen Charlotte și Chelsea Hospital) cu NHS Trust St. Mary (St. Mary's Hospital si Western Eye Hospital). Imperial College NHS Trust este în prezent cel mai mare din Marea Britanie și are o cifră de afaceri anuală de 800 milioane de lire sterline, tratand anual mai mult de un milion de pacienți.

### Admitere
Imperial College London este una din cele mai selective universitați din UK.

## Prezența în clasamente internaționale
Imperial a fost clasificata în mod constant printre cele mai bune universități din lume:
US News Best Global Universities 
- Clasament general: locul 12 în lume și locul 3 în afara SUA

The Times Higher Education World University Rankings 2014-15 
- Clasament general: locul 3 în Europa și 9 în lume
- Inginerie și tehnologie:  locul 2nd în Europa și 6 în lume
- Științe: locul 3 în Europa și 10 în lume

QS World University Rankings 2014–15
- locul 2 în lume

Academic Ranking of Top 500 World Universities 2014
- Clasament general: locul 22 în lume
- Inginerie și informatică: locul 8 în lume
- Științe și matematică: locul 29 în lume